# Raman Pratasjevič
Roman Dmitrijevič Protaševič ili Raman Džmitrijevič Prataševič (ruski: Роман Дмитриевич Протасевич; bjeloruski: Раман Дзмітрыевіч Пратасевіч; Minsk, 5. svibnja 1995.) je bjeloruski novinar i oporbeni aktivist, disident. 

## Životopis
Rođen je u Minsku u Bjelorusiji 1995. godine.
Od 2020. godine, Roman Protaševič vodio je Nexta kanal na internetskom servisu Telegram zajedno s njegovim koautorom Sciapanom Pucilom (Stepan Putilo). U kolovozu 2020., bjeloruske vlasti cenzurirale su pristup internetu tijekom predsjedničkih izbora 2020. i nakon oporbenih prosvjeda. Nisu uspjele cenzurirati Nexta kanal, koji je postao važan neovisan izvor informacija tijekom prosvjeda protiv vlasti. Snimke koje je objavila Nexta, a koje su pokazale da se policija grubo obračunava s prosvjednicima, naveliko su koristili međunarodni mediji kojima u to vrijeme bjeloruske vlasti nisu željele dopustiti ulazak u zemlju. Bjeloruski predsjednik Aleksandar Lukašenko, koji je na vlasti od 1994. nasilno je ugušio masovne ulične prosvjede 2020. Od kolovoza je privedeno oko 35.000 ljudi, podaci su grupa za zaštitu ljudskih prava. Deseci su dobili zatvorske kazne, a vlasti kažu da je dosad otvoreno više od 1000 kaznenih slučajeva. Bjeloruske vlasti stavile su Romana Protaševiča na popis terorista, zbog organiziranja prosvjeda protiv vlasti. Protaševič se zbog straha od uhićenja preselio u Poljsku i zatražio azil, a kasnije se prebacio u Vilnius, glavni grad Litve, gdje je oporbeno djelovao.
Protaševič je prethodno u svojoj 19. godini, otišao u Kijev i pridružio se pobuni na Majdanu protiv tadašnjeg proruskog predsjednika Ukrajine Viktora Janukoviča. Od svih opozicijskih pokreta u tadašnjem Kijevu, Protaševič se pridružio onom najdesnijem – neonacističkoj stranci Svoboda. Nakon izbijanja rata u Ukrajini u proljeće 2014. pridružio se notornoj neonacističkoj bojni Azov - koja se na istoku Ukrajine borila protiv separatističkih snaga Narodnih Republika Donjeck i Lugansk – te je tijekom borbi u Donbasu čak i ranjen.
Dana, 23. svibnja 2021., u putničkom zrakoplovu Ryanaira 4978 na letu Atena – Vilnius bio je i Roman Protaševič s djevojkom Sofijom Sapegom vraćajući se s odmora u Grčkoj. Bjeloruski borbeni zrakoplov MiG-29 prisilio je Ryanairov zrakoplov na slijetanje, zbog navodne dojave o bombi (koja se kasnije pokazala kao paravan za spuštanje zrakoplova) i preusmjerio ga u bjelorusku Nacionalnu zračnu luku Minsk.
Po prisilnom slijetanju u Minsk, Protaševič i Sapega su uhićeni, da bi nešto kasnije Protaševič osvanuo na snimci koju je objavila državna televizija te na istoj "priznaje" kako je radio na organizaciji anti-vladinih prosvjeda, odnosno na anti-državnom djelovanju. Mnogi se slažu da je izjavu dao pod prisilom, a vjerojatno je i mučen prethodno tome. Prijeti mu sudski proces i smrtna kazna.
Dana 24. svibnja 2021., devet organizacija (Centar za ljudska prava Viasna, Bjelorusko udruženje novinara, Bjeloruski helsinški odbor i druge) zajednički je dalo izjavu, da je Roman Protaševič politički zatvorenik.
Europski čelnici zaprijetili su ograničiti međunarodni zračni promet iznad Bjelorusije, no potencijalno i kopneni promet zemlje, nakon što je avion Ryanaira bio prisiljen na slijetanje u incidentu koji su zapadne zemlje osudile kao "državno piratstvo."
Dana, 3. svibnja 2023. Okružni sud u Minsku osudio je Protaševiča na osam godina zatvora po optužbama koje uključuju planiranje državnog udara. Dana, 22. svibnja 2023. objavljeno je da je Protaševič pomilovan. Njegovo pomilovanje potvrđeno je sljedeći dan i Protaševič je pušten iz pritvora.